# Popis masovnih zločina nad Srbima u Domovinskom ratu
Popis masovnih ratnih zločina nad stanovništvom srpske nacionalnosti za vrijeme Domovinskog rata.

## 1991.
| 1991.                        | 1991.                         | 1991.             | 1991.                                           | 1991.   | 1991.                                                      |
| ---------------------------- | ----------------------------- | ----------------- | ----------------------------------------------- | ------- | ---------------------------------------------------------- |
| Masovni zločin               | Nadnevak/razdoblje            | Žrtve             | Počinitelj                                      | Osuđeni | Opis                                                       |
| ubojstva Srba u Sisku        | 1991. – 1992.                 | oko 100 Srba      |                                                 |         |                                                            |
| pokolj u Gospiću             | 16. – 18. listopada 1991.     |                   |                                                 |         |                                                            |
| ubojstva u Pakračkoj Poljani | listopad 1991. - ožujak 1992. |                   |                                                 |         |                                                            |
| ubojstvo obitelji Zec        | 7. prosinca 1991.             | 3                 | pričuvni sastav Ministarstva unutarnjih poslova |         | Mihajlo i Marija Zec te njihova maloljetna kćer Aleksandra |
| pokolj u Paulin Dvoru        | 11. prosinca 1991.            | 18 Srba i 1 Mađar | 2. satnija 1. bojne 130. brigade HV-a           |         |                                                            |

## 1995.
| 1995.                 | 1995.                        | 1995.       | 1995.      | 1995.   | 1995.                                    |
| --------------------- | ---------------------------- | ----------- | ---------- | ------- | ---------------------------------------- |
| Masovni zločin        | Nadnevak/razdoblje           | Žrtve       | Počinitelj | Osuđeni | Opis                                     |
| pokolj u Golubiću     | 6. kolovoza 1995.            |             |            |         |                                          |
| pokolj u Mokrom Polju | 6., 7. i 24. kolovoza 1995.  | 4 - 5 osoba |            |         |                                          |
| pokolj u Komiću       | 12. kolovoza 1995.           | 9 osoba     |            |         |                                          |
| pokolj u Gruborima    | 25. kolovoza 1995.           | 6 osoba     |            |         |                                          |
| pokolj u Gošiću       | 27. kolovoza 1995. oko 16:00 | 6 osoba     |            |         |                                          |
| pokolj u Varivodama   | 28. rujna 1995.              | 9 osoba     |            |         | 9 civila životne dobi od 60 do 85 godina |